# Olesin (Warszawa)
Olesin – dawna wieś, obecnie osiedle w północno-wschodniej części Warszawy, część osiedla Kobiałka w dzielnicy Białołęka.
Osiedle leży przy granicy Warszawy, w północno-wschodnim krańcu, przy osiedlu Ruskowy Bród, wzdłuż ulicy Olesin.
Jeszcze w pierwszej połowie XX w. Olesin był podwarszawską wsią. W 1977 r. został przyłączony do Warszawy wraz z innymi sąsiadującymi wsiami.